# Хапчхон
Хапчхо́н (кор. 합천군?, 陜川郡?, Hapcheon-gun) — уезд в провинции Кёнсан-Намдо, Южная Корея.

## История
Археологические раскопки на месте Хапчхона говорят о том, что люди поселились здесь ещё в каменном веке. С образованием государственных объединений на Корейском полуострове территория современного уезда принадлежала племенному союзу Пёнхан (здесь жили племена Торагук). В начале нашей эры территория перешла под контроль Кая, после чего в 562 году досталась государству Силла. В эпоху Силла здесь был основан район (чу) Тайрян и крепость Тэясон. После объединения Трёх корейских государств Тэясон потерял своё значение как важный пограничный пункт и вскоре здесь была образована более мелкая административная единица — уезд (гун), который стал называться Канъяном.
В 1018 году Канъян был переименован в Хапчу, а в 1413 году здесь был образован уезд Хапчхон. После этого несколько раз Хапчхон менял название и административный статус, пока наконец в 1914 году окончательно не стал уездом. С тех пор статус Хапчхона не изменился, а границы несколько раз менялись (последний раз 1 января 1989 года).

## География
Хапчхон расположен в южной части Корейского полуострова в горной местности. Общая площадь — около 1000 км², что составляет около 10 % всей площади провинции Кёнсан-Намдо. Леса и поля занимают 712,5 км² (72,5 % всей территории уезда), сельскохозяйственные угодья — 156,24 км² (15,8 %) и остальные земли — более 100 км² (11,7 %).
Расположен в северо-восточной части провинции Кёнсан-Намдо, граничит с Чханнёном и Ыйрёном на юге и востоке, Кочханом и Санчхоном на западе, Корёном и Сонджу (провинция Кёнсан-Пукто) на севере. За исключением восточной части, ландшафт преимущественно горный, по более пологой восточной части протекает одна из крупнейших рек Корейского полуострова — Нактонган (другая крупная река на территории уезда — Хванган).
Климат имеет более континентальные черты, чем климат остальной части Корейского полуострова. Среднегодовая температура — 12,8 °C. Среднегодовое количество осадков — 916,3 мм, 60 % осадков приходится на летний сезон дождей.

## Административное деление
Хапчхон административно делится на 1 ып и 16 мёнов:

| Название    | Хангыль | Площадь, км² | Население, чел | Внутреннее деление |
| ----------- | ------- | ------------ | -------------- | ------------------ |
| Хапчхонып   | 합천읍  | 53,04        | 13 096         | 9 ри               |
| Йонджумён   | 용주면  | 89,29        | 2 800          | 16 ри              |
| Кахвемён    | 가회면  | 70,39        | 2 129          | 9 ри               |
| Каямён      | 가야면  | 104,99       | 5 591          | 14 ри              |
| Мёсанмён    | 묘산면  | 50,02        | 2 139          | 11 ри              |
| Понсанмён   | 봉산면  | 80,6         | 1 755          | 12 ри              |
| Самгамён    | 삼가면  | 60,57        | 4 488          | 13 ри              |
| Ссанбэкмён  | 쌍백면  | 71,85        | 2 414          | 13 ри              |
| Ссанчхэкмён | 쌍책면  | 39,62        | 1 789          | 10 ри              |
| Токкокмён   | 덕곡면  | 26,61        | 1 143          | 7 ри               |
| Тэбёнмён    | 대병면  | 63,2         | 2 717          | 9 ри               |
| Тэянмён     | 대양면  | 57,13        | 2 005          | 11 ри              |
| Чокчунмён   | 적중면  | 23,92        | 1 971          | 9 ри               |
| Чхогемён    | 초계면  | 23,02        | 3 585          | 11 ри              |
| Чхондокмён  | 청덕면  | 57,5         | 2 117          | 12 ри              |
| Юльгокмён   | 율곡면  | 72,3         | 3 397          | 14 ри              |
| Яромён      | 야로면  | 47,91        | 3 397          | 12 ри              |

## Туризм и достопримечательности
- Гора Каясан, одно из священных мест корейского буддизма. Сейчас здесь расположен одноимённый национальный парк. Высота горы — 1430 метров (пик Санхвабон).[3]
- Буддийский храм Хэинса, хранилище всемирно известного сборника буддийских текстов Трипитака Кореана. Входит в список Всемирного наследия ЮНЕСКО.[4]
- К природным достопримечательностям Хапчхона следует отнести популярные места отдыха местного населения и туристов: Хапчхонское озеро, водопад Ханге, горный пик Намсан Челибон, перевал Мосандже. В окрестных горах развита инфраструктура для занятия горным и рекреационным туризмом.[1]